# Буров Сергій Давидович
Сергій Давидович Буров (28 червня 1937, Маріуполь — 21 квітня 2022, Маріуполь) — український історик, краєзнавець, письменник. Кандидат технічних наук. Член Національної спілки журналістів України, Національної спілки кінематографістів України, літературного об'єднання «Азов'є». Почесний громадянин Маріуполя (з 21 грудня 2004).

## Біографічні відомості
Сергій Буров народився 28 червня 1937 року в Маріуполі.
У 1960 закінчив Маріупольський металургійний інститут. За фахом — технолог, головний спеціаліст по сталеплавильному виробництву на «Азовмаші», де працював більше 35 років. Під його інженерним контролем відбудували печі «Азовелектросталі», що входила до складу «Азовмашу».
А вечорами, після виснажливої роботи, він писав нариси у місцеві газети та робив нотатки для майбутніх книг. У вільний від роботи час займався кінематографією. Сергій Давидович присвятив життя історії рідного Маріуполя, любов до якого прищемила йому мати Олександра Петрівна.

## Творчість
Був автором телевізійного проєкту «Маріуполь. Минуле» (рос. «Мариуполь. Былое») на телеканалі «Сігма», в межах якого вийшло 983 випуски. Це історії про видатних маріупольців, митців, літераторів, музикантів та про різні історичні періоди, які бачили вулиці Маріуполя. А почалося все із випуску про акації — маріуполець почув по телебаченню, що нібито у Маріуполя немає свого дерева-символа, зателефонував в редакцію і запропонував виправити це, зробивши невеличкий випуск про акації. На початку проєкту Сергій Буров все ще працював на заводі «Азовмаш», над створенням програми сидів по ночах разом із дружиною Валентиною — вона допомагала зі сценаріями, корегувала текстівки, шукала необхідні матеріали в архівах і бібліотеках.
Сергій Буров — автор книг:
- «Мариуполь. Былое» (2003);
- «Маріуполь та маріупольці» (2011);
- «Маріуполь у сузір'ї Ліри»
- «З історії Маріупольського театру. Роки, події, імена» (у співавторстві зі С. І. Отченашенко), безлічі краєзнавчих нарисів з історії Маріуполя та Приазов'я у ЗМІ Маріуполя та України.

Починаючи з 60-х років ХХ ст. Сергій Буров знімав місто на фотоплівку. Зараз залишки його фотоархіву, напевно, найбільший масив історичних фотографій Маріуполя, після знимків Павла Кашкеля.

## Під час російського вторгнення
На початку широкомасштабного вторгнення Росії в Україну подружжя Бурових мешкало в багатоповерхівці на вулиці Троїцькій в Маріуполі. До підвалу під час обстрілів міста не спускалися. Переховувалися у квартирі.
Валентина Іванівна та Сергій Давидович прожили разом 60 років. Чоловік пережив дружину на 15 днів. Валентина Бурова померла 16 березня 2022 р., Сергій Буров загинув 21 квітня 2022 р. під час облоги та бомбардувань міста російськими військами. Поховали Сергія Бурова на Старокримському кладовищі в Маріуполі, де похована його дружина — невідомо.